# Ammonius
Ammonius pupulus es una especie de arañas migalomorfas de la familia Barychelidae. Es el único miembro del género monotípico Ammonius. Se encuentra en Camerún.